# 15 de marzo
El 15 de marzo es el 74.º (septuagésimo cuarto) día del año en el calendario gregoriano y el 75.º en los años bisiestos. Quedan 291 días para finalizar el año.

## Acontecimientos
- 193 a. C.: en Italia se registra un terremoto (sin más datos).[1]
- 44 a. C. (idus de marzo): Julio César es asesinado por un grupo de senadores romanos apodados Liberatores, liderados por Cayo Casio Longino y Marco Junio Bruto.[2][3]

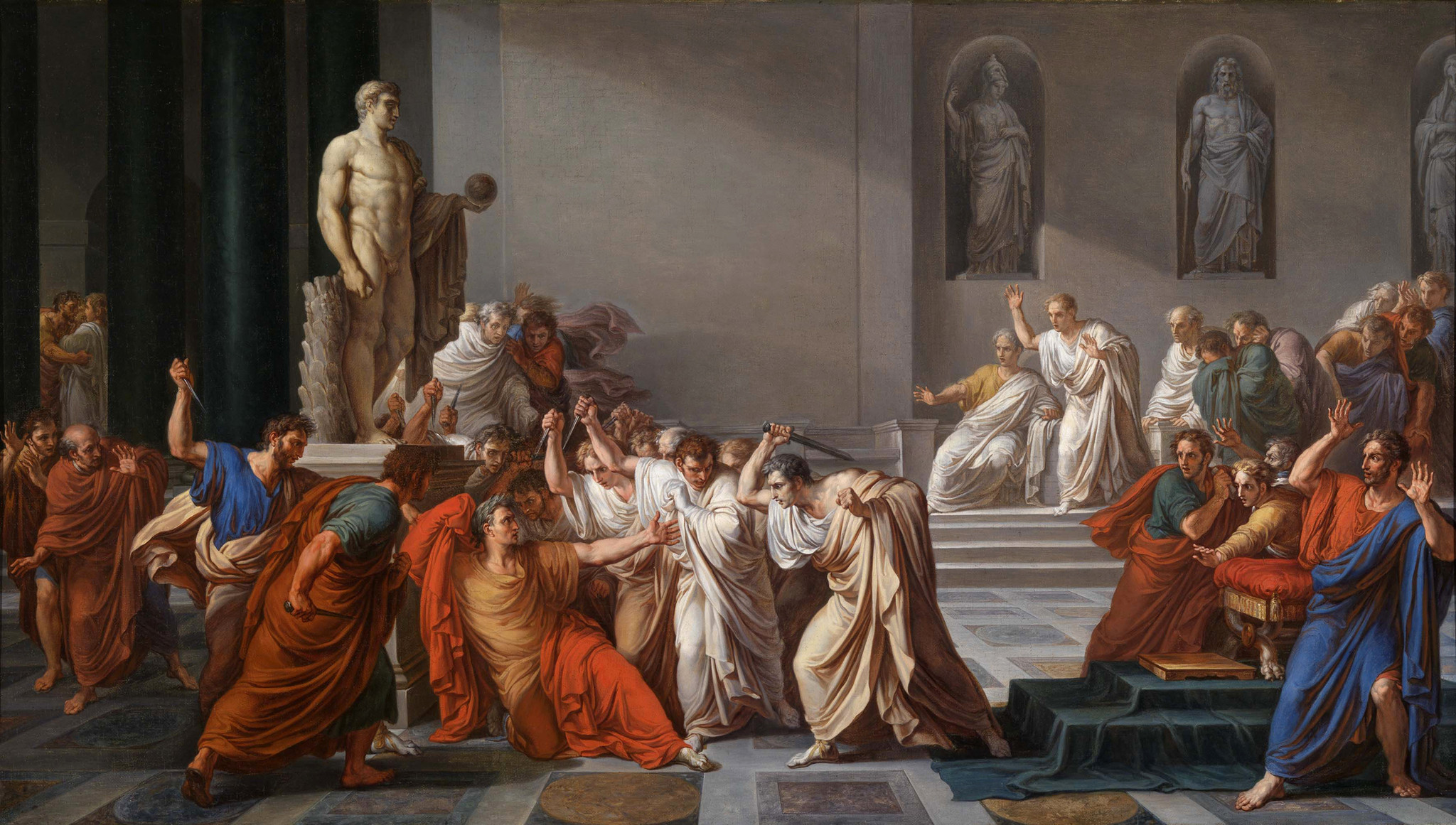
Muerte de César, por Vincenzo Camuccini

- 415: en Alejandría (Egipto), una turba cristiana enardecida por san Cirilo (370-444) lápida a la filósofa, astrónoma y escritora egipcio-romana Hipatia (65).[4]
- 493: en el centro de Rávena (península itálica), Teodorico el Grande ―veinte días después de vencer a Odoacro (rey de Italia) en el sitio de Rávena y firmar con él un tratado de paz para gobernar conjuntamente sobre Italia― asesina a Odoacro durante un banquete en el antiguo palacio del emperador Honorio. Desde atrás le clavó su larga espada en la clavícula izquierda, y la punta de la espada asomó por la cadera derecha. Odoacro preguntó, en un grito: «¡¿Dónde está Dios?!», y Teodorico le respondió: «Esto fue lo que les hiciste a mis amigos».
- 1493: en España, Cristóbal Colón, con los hermanos Pinzón y sus hombres, desembarca en el puerto de Palos de la Frontera tras su primer viaje a América.
- 1530: en Jalisco (México) el militar español Nuño de Guzmán conquista el cacicazgo de Ocotlán.
- 1552: en Puebla (México) se refunda la aldea de Teziutlán.
- 1720: en Perú, la villa de Saña es destruida por una inundación.
- 1750: en la Ciudad de México, el visitador de las provincias y exgobernador de la provincia de Sonora y Sinaloa José Rafael Rodríguez Gallardo, presenta su informe.
- 1781: en la guerra de Independencia de Estados Unidos, se libra la batalla de Guilford Court House, cerca de la actual Greensboro (Carolina del Norte), en el que 1900 soldados británicos bajo el mando del general Charles Cornwallis derrotan a una fuerza estadounidense mixta de un total de 4400 soldados en una victoria pírrica.
- 1814: en el Río de la Plata, frente a Buenos Aires, las Provincias Unidas del Río de la Plata vencen a los españoles en el combate de la isla Martín García.
- 1825: en Oaxaca (México) se funda la aldea de San Juan Bautista Tuxtepec.
- 1827: en Canadá, se fundó la Universidad de Toronto.
- 1831: en México, Tomás Escalante toma posesión como gobernador del estado de Sonora.
- 1834: en el estado de Costa Rica de la República Federal de Centroamérica se aprueba la Ley de la Ambulancia. En esta ley la capital residiría en forma rotativa en las ciudades de Alajuela, Heredia, San José y Cartago
- 1840: en Eslovenia, el profesor cristiano Jakob Lorber comienza a escribir lo que le dictan las voces que oye en su interior.
- 1858: en España se inaugura oficialmente la línea ferroviaria Madrid-Alicante.
- 1878: en Mangos de Baraguá, el mayor general cubano Antonio Maceo y Grajales sostiene una entrevista (conocida como la Protesta de Baraguá) con el general español Arsenio Martínez Campos.
- 1880: en Montevideo (Uruguay), Francisco Antonino Vidal Silva asume la presidencia de la República.
- 1892: en Liverpool (Inglaterra) se funda el equipo de fútbol Liverpool F. C..
- 1904: en la ciudad de Córdoba (Argentina), el doctor Silvestre Remonda funda el diario La Voz del Interior.
- 1913: en Buenos Aires (Argentina) se funda el Club Atlético All Boys.
- 1913: en Montevideo (Uruguay) se funda el Club Atlético Defensor.
- 1916: el presidente estadounidense Woodrow Wilson envía 12 000 soldados estadounidenses al otro lado de la frontera mexicana en busca de Pancho Villa.
- 1917: abdicación del zar Nicolás II (2 de marzo según el calendario juliano vigente entonces en Rusia). Rusia se convierte en república.
- 1918: en Costa Rica, bajo la dictadura de Federico Tinoco Granados, soldados del gobierno asesinan al escritor Rogelio Fernández Güell y a cuatro opositores en Buenos Aires de Puntarenas
- 1922: el Partido Comunista de España celebra su primer congreso, donde se elige como secretario general a Antonio García Quejido.
- 1931: en la ciudad de Buenos Aires se funda el Club Atlético Correos y Telégrafos, predecesor del actual Club Comunicaciones.
- 1936: en la población argentina de Oberá (provincia de Misiones) cientos de colonos ucranianos, polacos y rusos con sus familias son baleados por la policía y por comerciantes locales en una manifestación pacífica que reclamaba un precio justo para los productos agrícolas.[5]
- 1939: Checoslovaquia pasa a ser "protectorado alemán" de Bohemia y Moravia tras la ocupación de Praga por los nazis.
- 1945: en la Ciudad de Guatemala, asume la presidencia el pedagogo y filósofo Juan José Arévalo.
- 1951: en la Ciudad de Guatemala, asume la presidencia, el militar y nacionalista Jacobo Árbenz, que será derrocado por la CIA estadounidense.
- 1952: en Cilaos (isla Reunión, en el océano Índico) se registra la lluvia más abundante en 24 h (desde que se lleva registro científico): 1870 mm.
- 1952: en Estados Unidos se disputa la primera edición de las 12 Horas de Sebring, una de las carreras de automovilismo de resistencia más importantes del país.[6]
- 1957: en Santo Domingo se aprueban los estatutos de la Oficina de Educación Iberoamericana (OEI).
- 1960: Nicolae Steinhardt es bautizado cristiano ortodoxo.
- 1961: en la Conferencia de Primeros Ministros de la Commonwealth de 1961, Sudáfrica anuncia que se retirará de la Commonwealth cuando entre en vigor la Constitución de Sudáfrica de 1961.
- 1970: José José presenta la canción El triste en el Festival OTI de la Canción.
- 1971: en Buenos Aires, la banda Vox Dei edita el álbum La Biblia, considerado uno de los pilares del rock argentino.
- 1972: se estrena la película de gánsteres italoestadounidenses El padrino, ganadora de premios Óscar a mejor película, mejor actor y mejor guion adaptado.
- 1985: en Brasil termina la dictadura militar.
- 1986: se produce el acoplamiento a la estación orbital Mir de la nave espacial soviética Soyuz T-15.
- 1990: en Brasil, Fernando Collor de Mello es investido presidente.
- 1992: en Cataluña, CiU obtiene, por tercera vez consecutiva, la mayoría absoluta en las elecciones al Parlamento.
- 1992: la agrupación de Rock R.E.M publica su sencillo " Everybody Hurts" de su álbum "Automatic for the people", alcanzó el lugar 29 en la lista Billboard de Estados Unidos y el lugar 7 en Reino Unido
- 1994: Estados Unidos y Rusia llegan a un acuerdo para permitir la supervisión mutua del desmantelamiento de su armamento nuclear.
- 1994: el asteroide 1994 ES1 pasa a 165 00 km de la Tierra, casi la mitad de la distancia que existe entre nuestro planeta y la Luna.
- 1995: en la ciudad argentina de San Nicolás (provincia de Buenos Aires) en un supuesto atentado en un helicóptero fallecen Carlos Facundo Menem (hijo del presidente Carlos Saúl Menem) y el corredor Silvio Oltra.
- 1995: en Bolivia es capturado el exdictador militar Luis García Meza, responsable de más de 500 asesinatos, entre otros actos terroristas, como la Masacre de la calle Harrington (en La Paz).
- 1996: en Guinea Ecuatorial, el presidente Teodoro Obiang es investido jefe de Estado.
- 1999: en España, Carlos Moyá se convierte en el primer español en alcanzar el puesto número uno de la ATP.
- 2003: 31 minutos se estrena por las pantallas de TVN.
- 2003: Hu Jintao es elegido presidente de la República Popular China en la Asamblea Popular Nacional.
- 2005: RBD lanza el tercer sencillo de su álbum debut (Rebelde), Sálvame
- 2005: lanzamiento del álbum "Gatillazo" del grupo de punk español Gatillazo.
- 2009: elecciones presidenciales en El Salvador, ganadas por Mauricio Funes del FMLN.
- 2010: cierran sus puertas los estudios de animación y efectos especiales C.O.R.E. Digital Pictures, en Canadá.
- 2010: En Asunción (Paraguay) se inicia un nuevo servicio informativo denominado Mesa Informativa emitido por Paravisión (Canal 5) con Fernando Mongelos y Yolanda Park.
- 2011: comienza la guerra civil siria.
- 2011 : En Honduras se Funda el Partido Libre por el Expresidente Manuel Zelaya y la Ex primera dama Xiomara Castro
- 2014: el papa Francisco designa como III obispo de la diócesis de Ciudad Quesada en Costa Rica al presbítero José Manuel Garita Herrera.
- 2019: el ciclón Idai tocó tierra en Mozambique, causando al menos 205 muertes y causando inundaciones masivas y cortes de energía en el sur de África.
- 2019: 50 personas murieron y otras 50 resultaron heridas en ataques terroristas contra dos mezquitas en Christchurch, Nueva Zelanda.
- 2020: en España, entra en vigor el estado de alarma debido al pandemia del COVID-19, y la población queda confinada; 31 días después de la primera muerte con esta enfermedad en Valencia, el 13 de febrero.
- 2020: en Argentina, el presidente Alberto Fernández decretó la "Cuarentena Nacional" hasta el 31 de marzo por prevención al coronavirus.[7] Por ello, se suspendieron  las clases, se licenciaron a los grupos de riesgos, se cerraron las fronteras. Al día siguiente, la Corte Suprema decretó asueto judicial y la AFA canceló las fechas a jugarse por recomendación de la FIFA, siendo el último deporte en darse por cuarentena en el país sudamericano.
- 2020: en Guatemala se decreta "Cuarentena Nacional" por prevención al Coronavirus.
- 2020: en Perú, el presidente Martín Vizcarra decreta el confinamiento nacional por casos de COVID-19.

## Nacimientos
- 938: Romano II, emperador bizantino (f. 963).
- 1455: Pietro Accolti, cardenal italiano (f. 1532).
- 1493: Anne de Montmorency, condestable francés (f. 1567).
- 1591: Alexandre de Rhodes, misionero jesuita francés (f. 1660).

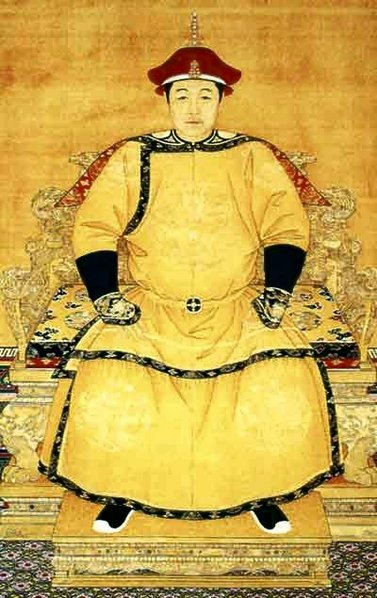
Shunzhi.

- 1638: Shunzhi, emperador chino de la dinastía Qing (f. 1661).
- 1666: George Bähr, arquitecto alemán (f. 1738).
- 1713: Nicolas Louis de Lacaille, astrónomo francés (f. 1762).
- 1738: Cesare Beccaria, filósofo jurista italiano (f. 1794).

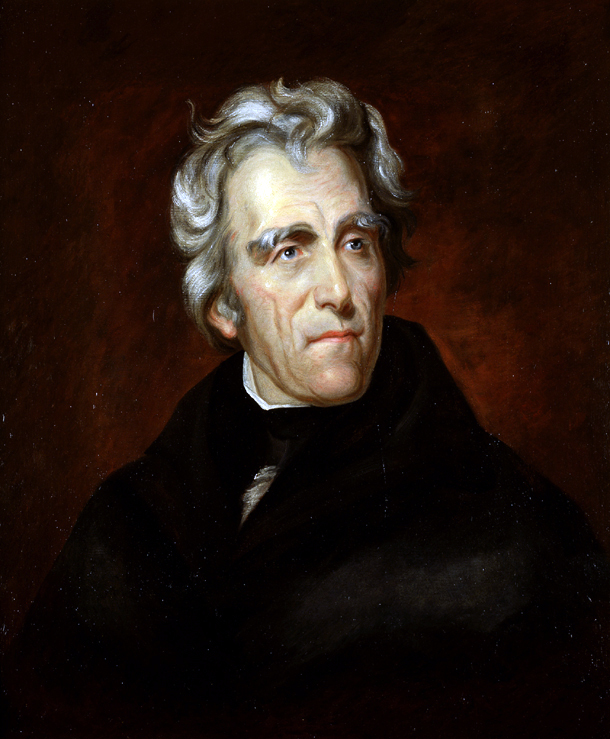
Andrew Jackson.

- 1767: Andrew Jackson, militar, político estadounidense y 7° presidente desde 1829 hasta 1837 (f. 1845).
- 1775: Juan Bautista Arismendi, general y prócer venezolano (f. 1841).
- 1779: William Lamb, primer ministro británico (f. 1848).
- 1790: Nicola Vaccai, compositor italiano (f. 1848).
- 1809: Joseph Jenkins Roberts, presidente liberiano (f. 1876).

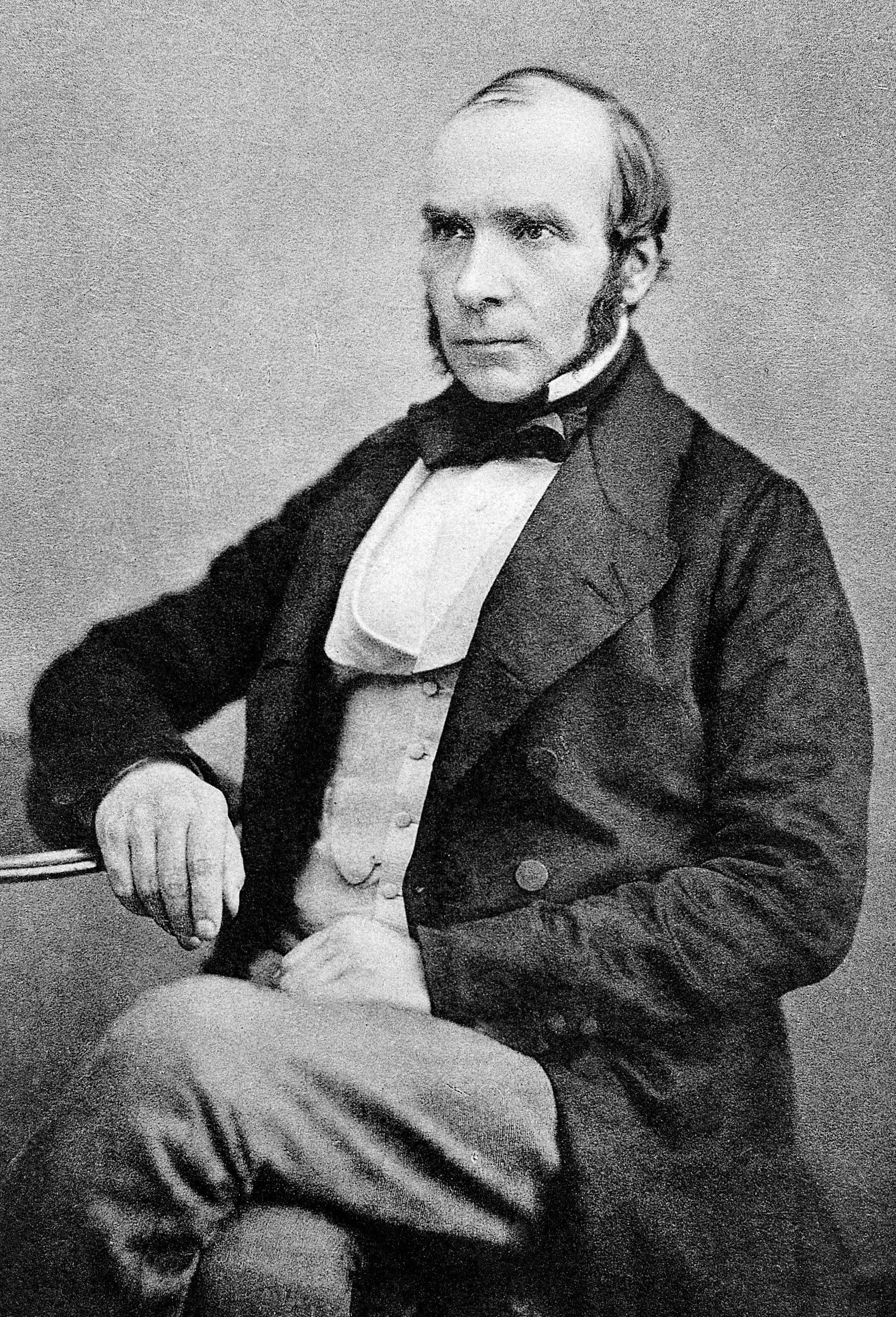
John Snow.

- 1813: John Snow, médico británico (f. 1858).
- 1813: Johann Josef Loschmidt, físico y químico austriaco (f. 1895).
- 1825: Aníbal Pinto Garmendia, político chileno (f. 1884).
- 1830:
  - Paul von Heyse, escritor alemán, premio nobel de literatura en 1910 (f. 1914).
  - Elisée Reclus, geógrafo y anarquista francés, miembro de la Primera Internacional (f. 1905).
- 1831: Daniel Comboni, misionero italiano (f. 1881).
- 1835: Eduard Strauss, compositor y maestro de capilla austriaco (f. 1916).
- 1851: Carolina Michaëlis de Vasconcelos, filóloga, medievalista y escritora alemana-portuguesa (f. 1925).
- 1852: Lady Gregory, escritora irlandesa (f. 1932).
- 1854: Emil Adolf von Behring, bacteriólogo alemán, premio nobel de medicina en 1901 (f. 1917).
- 1857: Christian Michelsen, primer ministro noruego (f. 1925).
- 1858: Liberty Hyde Bailey, botánico estadounidense (f. 1954).
- 1868: Grace Chisholm Young, matemática inglesa (f. 1944).
- 1869:
  - Stanisław Wojciechowski, presidente polaco (f. 1953).
  - Teodoro Llorente Falcó, periodista y escritor español (f. 1949).
- 1870: Heriberto Frías, militar, periodista y novelista mexicano (f. 1925).
- 1872: Alfredo Solf y Muro, político y diplomático peruano (f. 1969).
- 1874: Harold L. Ickes, político estadounidense (f. 1952).
- 1882: Jim Lightbody, atleta estadounidense (f. 1953).
- 1883: Josefa Úriz Pi, maestra, pedagoga y activista política española (f. 1958).
- 1889: Gerda Wegener, pintora danesa (f. 1940).
- 1890: Ignacio Asúnsolo, escultor mexicano (f. 1965).
- 1894: Rose Pauly, soprano húngara (f. 1975).
- 1895: 
  - Juan Alfonso Carrizo, escritor argentino (f. 1957).
  - Gilberto R. Limón, militar mexicano (f. 1988).
- 1899: George Brent, actor estadounidense (f. 1979).
- 1900:
  - Gilberto Freyre, sociólogo y escritor brasileño (f. 1987).
  - Ernst Neufert, arquitecto alemán (f. 1986).
  - Wolfgang Schadewaldt, filólogo alemán (f. 1974).
- 1902:
  - Henri Saint Cyr, jinete sueco (f. 1979).
  - Roberto Tálice, periodista, autor, crítico de cine, dramaturgo y escritor uruguayo (f. 1999).

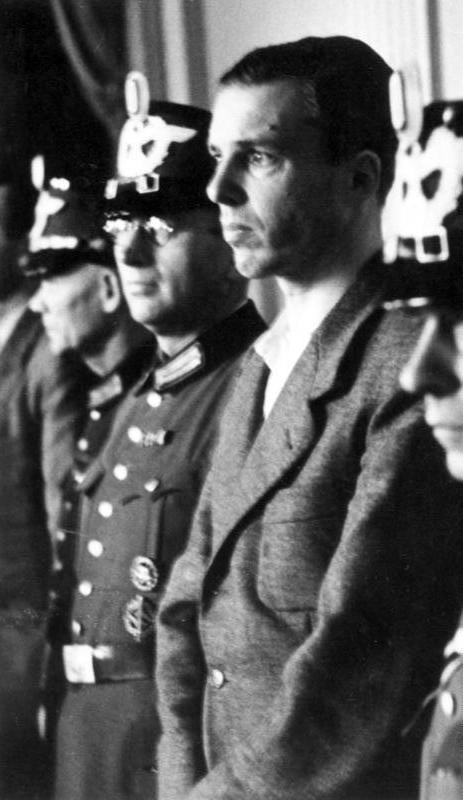
Berthold von Stauffenberg.

- 1905: Berthold von Stauffenberg, abogado y opositor nazi alemán (f. 1944).
- 1906: Antoni Campañà Bandranas, fotógrafo catalán (f. 1989).
- 1907: Zarah Leander, actriz y cantante sueca (f. 1981).
- 1908:
  - Diego del Gastor, guitarrista español (f. 1973).
  - Maurice Merleau-Ponty, filósofo francés (f. 1961).
  - José Peirats, anarosindicalista español (f. 1989).
- 1912:
  - Louis Paul Boon, novelista y periodista flamenco (f. 1979).
  - Lightnin' Hopkins, músico estadounidense (f. 1982).
- 1913:
  - Mane Bernardo, artista plástica, directora de teatro y titiritera argentina (f. 1991).
  - Macdonald Carey, actor estadounidense (f. 1994).
  - Jack Fairman, piloto de automovilismo británico (f. 2002).
  - Rosita Contreras, actriz argentina (f. 1962).
  - Ramón Gabilondo, futbolista español (f. 2004).
- 1914: Joe E. Ross, cómico estadounidense (f. 1982).
- 1916:
  - Harry James, director de big band y trompetista estadounidense (f. 1983).
  - Blas de Otero, poeta español (f. 1979).
- 1918: Richard Ellmann, biógrafo estadounidense (f. 1987).
- 1919: Lawrence Tierney, actor estadounidense (f. 2002).
- 1920:
  - Lawrence Sanders, escritor estadounidense (f. 1998).
  - Edward Donnall Thomas, médico estadounidense, premio nobel de medicina en 1990 (f. 2012).
  - Sid Hartman, periodista estadounidense (f. 2020).
- 1921: José Javier López Jacoiste, jurista, catedrático de Derecho Civil, y notario español (f. 2016).
- 1922: Alberto Morán, cantante argentino de tangos (f. 1997).
- 1924:
  - Walter Gotell, actor alemán (f. 1997).
  - José Ignacio Rucci, dirigente sindical y político argentino (f. 1973).
- 1925: Bert Bolin, meteorólogo sueco (f. 2007).
- 1927: Maija Isola, diseñadora textil, pintora finlandesa (f. 2001).
- 1930:
  - Zhorés Alfiórov, físico ruso, premio nobel de física 2000 (f. 2019).
  - Martin Karplus, químico teórico austro-estadounidense.
- 1931: Fernando Hinestrosa Forero, político y jurista colombiano. (f. 2012).
- 1932:
  - Alan Bean, astronauta estadounidense (f. 2016).
  - Vicente Rojo Almazán, pintor mexicano (f. 2021).
- 1933:
  - Philippe de Broca, cineasta francés (f. 2004).
  - Ruth Bader Ginsburg, jurista estadounidense (f. 2020).

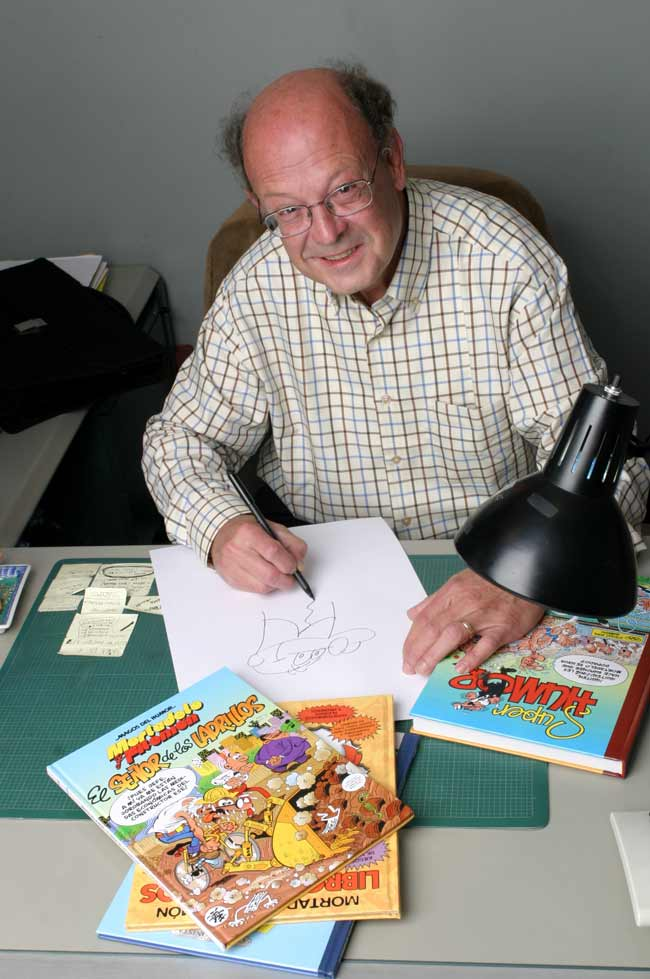
Francisco Ibáñez.

- 1935: Judd Hirsch, actor estadounidense.
- 1935: Jimmy Swaggart, predicador estadounidense (f. 2025).
- 1936:
  - Francisco Ibáñez, historietista español (f. 2023).
  - Anna Maria Alberghetti, actriz italiana.
- 1940: Juan Gallardo, cantante y actor mexicano (f. 1999).
- 1941: Mike Love, músico estadounidense de la banda The Beach Boys.
- 1942: Montserrat Figueras, cantante española. (f. 2011).

- 1943:

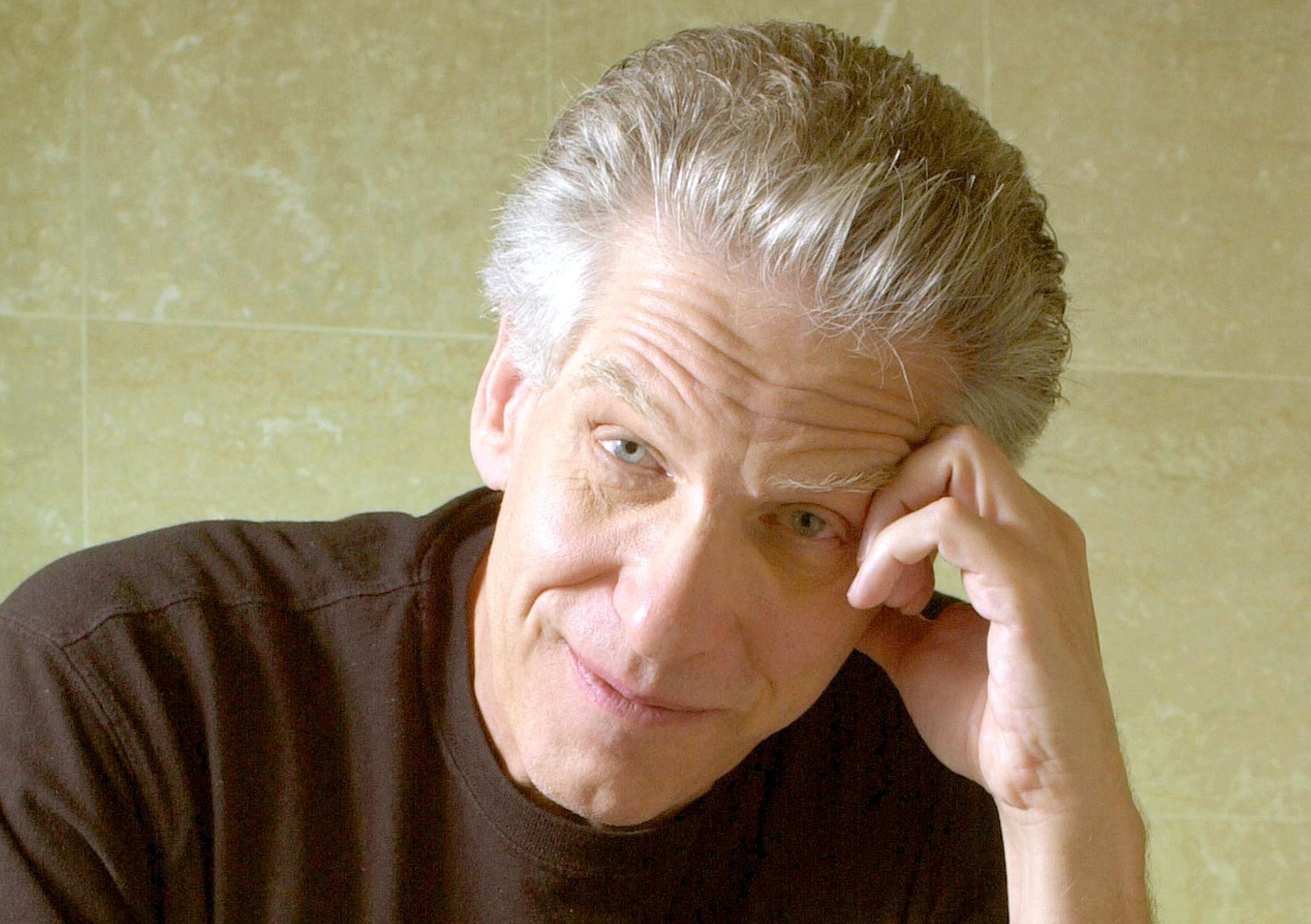
David Cronenberg.

  - David Cronenberg, actor y cineasta canadiense.
  - Iron Sheik, luchador profesional.
- 1944:
  - Jacques Doillon, cineasta francés.
  - Emilio Pintado Bernal, futbolista español.
- 1945:
  - Eduardo Franco, cantante y compositor uruguayo, del grupo Los Iracundos (f. 1989).
  - Juan Luis Rodríguez-Vigil, presidente asturiano.
- 1946: Marisa Marco, actriz española (f. 2017).

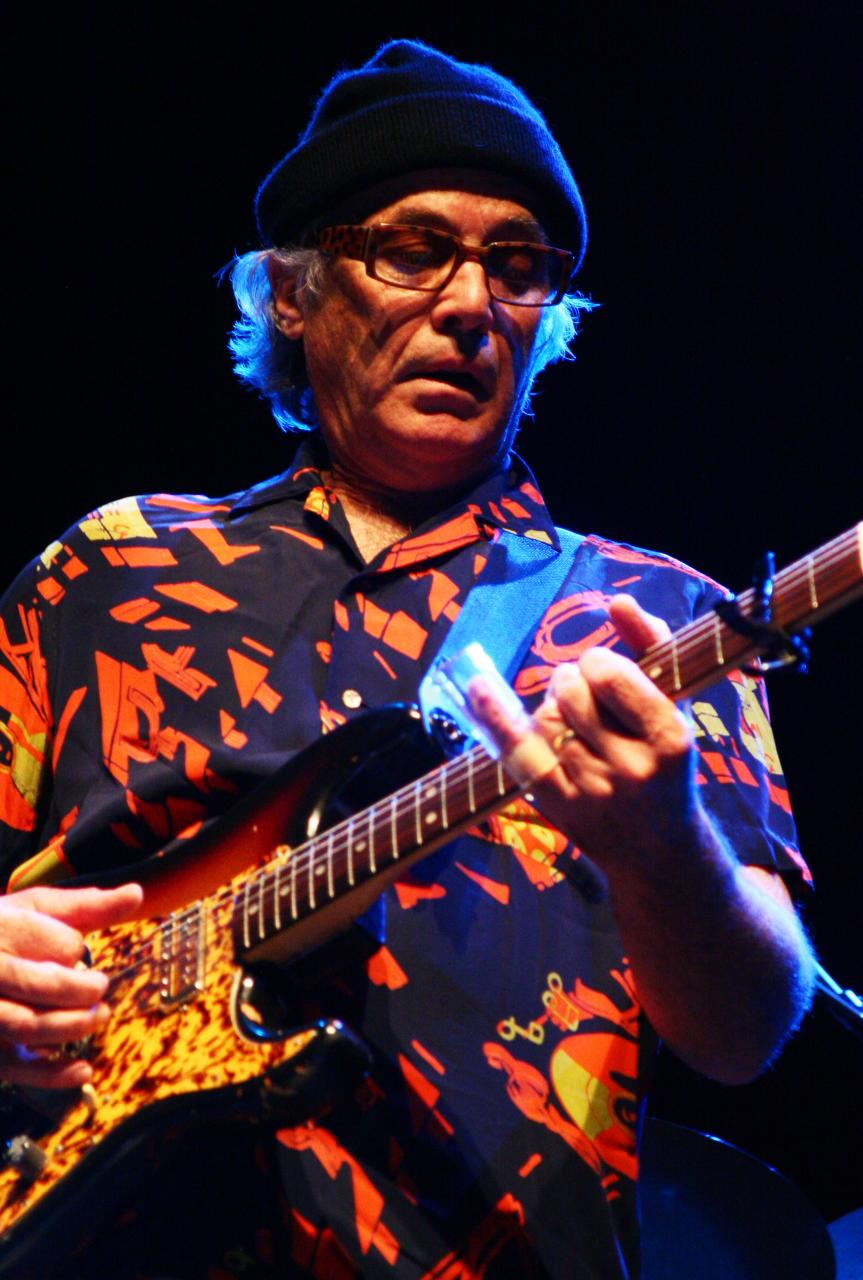
Ry Cooder.

- 1947: Ry Cooder, guitarrista estadounidense.
- 1948: Sergio Vieira de Mello, diplomático brasileño (f. 2003).
- 1950: Ricardo Soulé, músico de rock argentino.
- 1952: Howard Devoto, músico británico, de las bandas Buzzcocks, Magazine, y Luxuria.
- 1953: 
  - Heather Graham Pozzessere, escritora británica.
  - Frances Conroy, actriz estadounidense.
- 1955: Dee Snider, vocalista estadounidense, de la banda Twisted Sister.
- 1957:
  - Joaquim de Almeida, actor portugués.
  - Juan José Ibarretxe, político español.
  - Víctor Muñoz, futbolista y entrenador de fútbol español.
  - David Silverman, dibujante y productor estadounidense.
- 1958: Sam Matekane, político lesotense, primer ministro de Lesoto desde 2022.
- 1959:
  - Héctor Vargas, futbolista y entrenador argentino.
  - Renny Harlin, director de cine finlandés.
  - Ben Okri, escritor nigeriano.
  - Mattis Hætta, cantante noruego (f. 2022).
  - Isabel San Sebastián, periodista española.
  - Peter Ablinger, compositor austriaco (f. 2025).
- 1961:
  - Moungi Bawendi, químico franco-estadounidense, Premio Nobel de Química de 2023.
  - Terry Cummings, jugador de baloncesto estadounidense.
  - Wavel Ramkalawan, pastor religioso y político seychellense, Presidente de Seychelles desde 2020.
- 1962: Terence Trent D'Arby, cantante estadounidense.

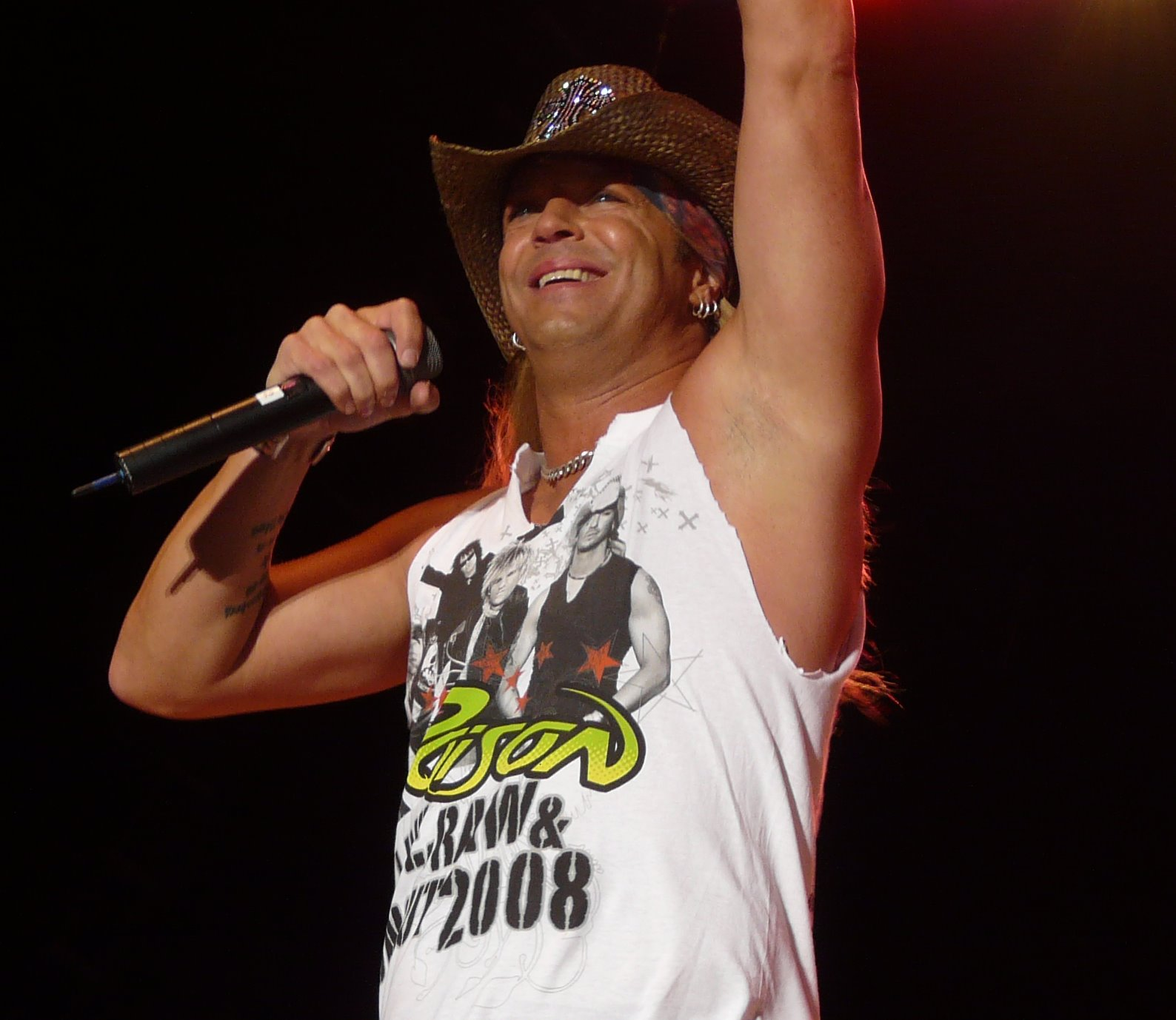
Bret Michaels.

- 1963: Bret Michaels, cantante estadounidense, de la banda Poison.
- 1964: Rockwell, músico estadounidense.

- 1965:

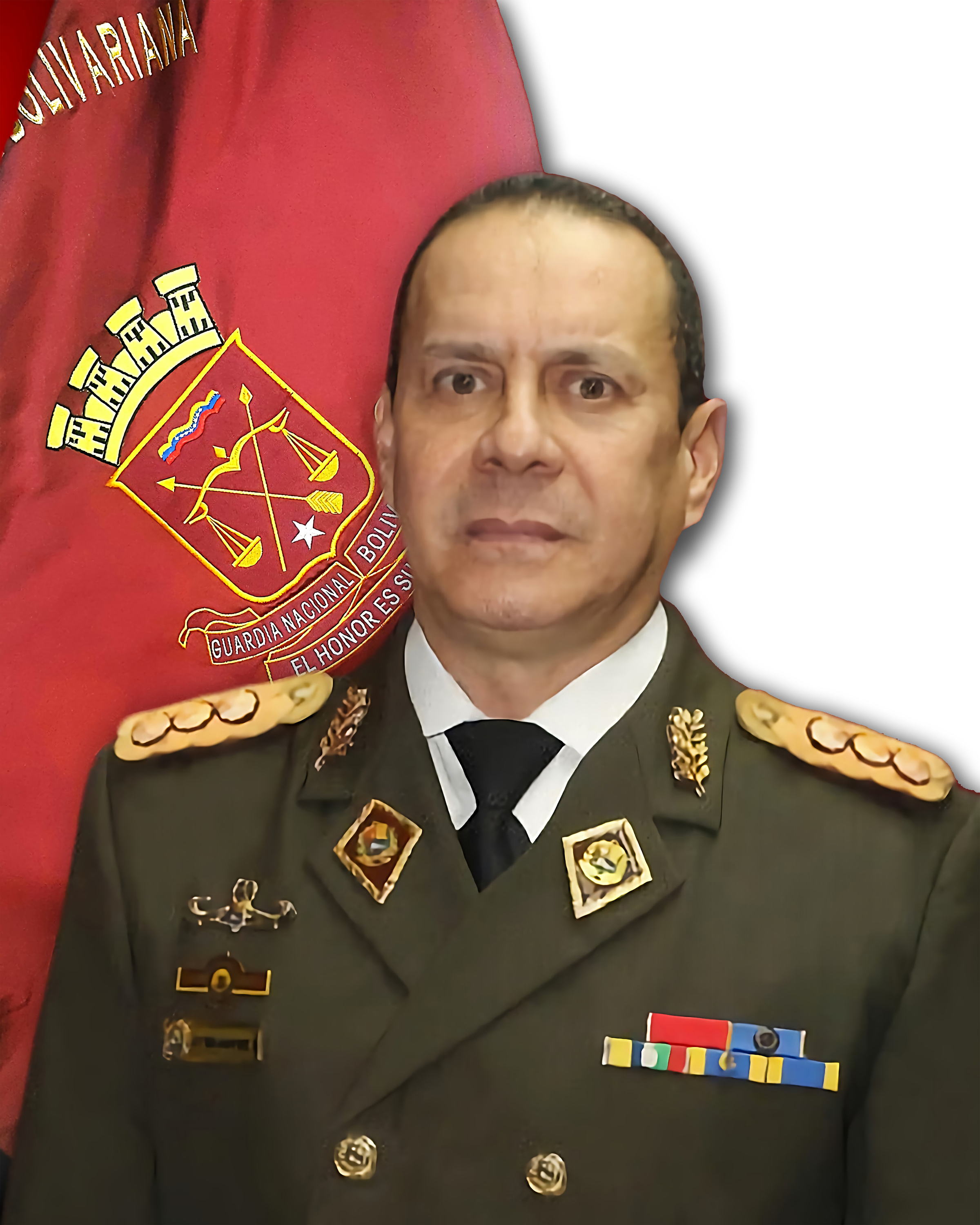
Juvenal Fernández.

  - Svetlana Medvedeva, primera dama de Rusia.
  - Pascal Tayot, yudoca francés.
  - Juvenal Fernández, militar venezolano y alto mando de la FANB.
- 1967:
  - Sergio Espejo, ministro chileno.
  - Naoko Takeuchi, dibujante japonesa.
- 1968:
  - Mark McGrath, músico estadounidense, de las bandas Sugar Ray y The Wondergirls.
  - Sabrina Salerno, cantante italiana.
  - Jon Schaffer, guitarrista estadounidense, de las bandas Iced Earth y Demons and Wizards.
  - Vanessa Angers, actriz y modelo mexicana.
- 1969:
  - Timo Kotipelto, cantante finlandés, de la banda Stratovarius.
  - Elvir Laković Laka, cantante bosnio.
  - Kim Raver, actriz estadounidense.
- 1970: Leonid Pásechnik, político ucraniano.
- 1971: Penny Lancaster, modelo británica.
- 1972:
  - Constantino de Liechtenstein, aristócrata liechtensteiniano (f. 2023).
  - Mark Hoppus, bajista y cantante estadounidense, de las bandas Blink-182 y Plus-44.
- 1973: Agustín Aranzabal, futbolista español.

- 1975:

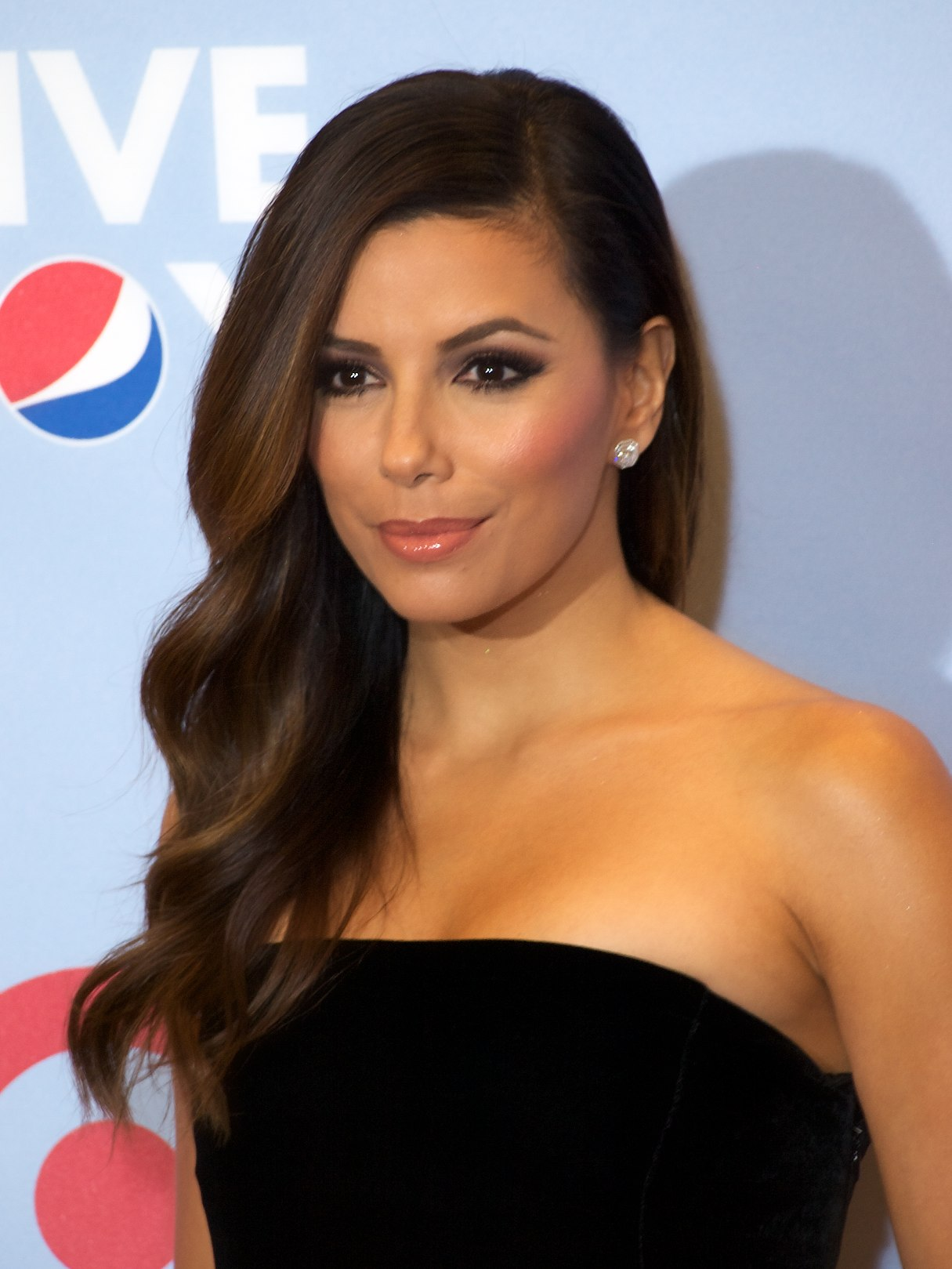
Eva Longoria.

  - Eva Longoria, actriz y modelo estadounidense.
  - Veselin Topalov, ajedrecista búlgaro.
  - Will.i.am, cantante estadounidense.
  - Susana Soleto, actriz española.
- 1976: 
  - Jennifer 8. Lee, periodista estadounidense.
  - Verónica Toussaint, actriz mexicana (f. 2024).
- 1977:
  - Joe Hahn, músico estadounidense, de la banda Linkin Park.
  - Karol Kisel, futbolista eslovaco.
- 1980:
  - Adrián Guillermo, futbolista argentino.
  - Stefán Gíslason, futbolista islandés.
- 1981:
  - Cristián Arriagada, actor chileno.
  - Young Buck, rapero estadounidense.
  - Mikael Forssell, futbolista finlandés.
  - María Gabriela Franco, tiradora deportiva venezolana.
  - Sergio Herrera, futbolista colombiano.
  - Veronica Maggio, cantante sueca.

- 1982:
  - Malú, cantante española.

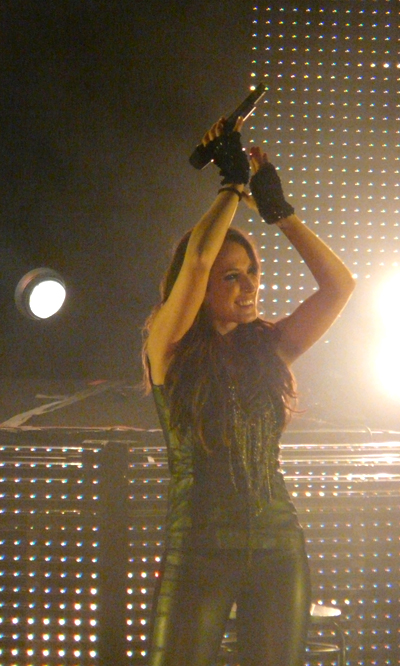
Malú.

  - Rafael Pérez, beisbolista dominicano.
- 1983:
  - Florencia Bertotti, actriz argentina.
  - Sean Biggerstaff, actor británico.
  - Daryl Murphy, futbolista irlandés.
  - Jean-Jacques Gosso, futbolista marfileño.
  - Danielle Dithurbide, periodista mexicana.
- 1984: Kostas Vasileiadis, jugador de baloncesto griego.
- 1985:
  - Curtis Davies, futbolista británico.
  - Javier Garrido Behobide, futbolista español.
  - Kellan Lutz, actor estadounidense.
  - James Maclurcan, actor australiano.
- 1986:
  - Carlos Rivera, cantante mexicano.
  - Jai Courtney, actor australiano.
- 1987: María Hervás, actriz española.
- 1989:
  - Caitlin Wachs, actriz estadounidense.
  - Rodrigo López Crowley, mercadólogo mexicano
- 1990: Miguel Ángel Ibarra, futbolista estadounidense.
- 1991: Serhiy Kryvtsov, futbolista ucraniano.
- 1993:
  - Michael Fulmer, beisbolista estadounidense.
  - Paul Pogba, futbolista francés de la Juventus de Turín
  - Alia Bhatt, actriz y cantante india.
- 1994: Álvaro Medrán, futbolista español.
- 1996: Casper Pedersen, ciclista danés.
- 1997:
  - Sheila García Gómez, futbolista española.
  - Franziska Gritsch, esquiadora alpina austriaca.
- 1998: Orn Chanpolin, futbolista camboyano.
- 1999:
  - Wang Jinze, futbolista chino.
  - Gary Haasbroek, atleta australiano.
  - Noah Hegge, piragüista alemán.
  - Matt MacDonald, remero neozelandés.
  - Axel Ferrer, baloncestista argentino.
  - Meritan Shabani, futbolista alemán.
  - Maxime Pianfetti, esgrimidor francés.
  - Guo Yufang, ciclista china.
  - Margot Lambert, jugadora de bádminton francesa.
  - Dimitar Sheytanov, futbolista búlgaro.
- 2000:
  - Kristian Kostov, cantante búlgaro-ruso.
  - Mick van Dijke, ciclista neerlandés.
  - Darius Johnson, futbolista inglés.
  - Diego Pampín, futbolista español.
  - Vítor Oliveira, futbolista portugués.
  - Aaron Philip, modelo antiguana-estadounidense.
  - Gor Nersesian, boxeador armenio.
  - Sebastián Medina, futbolista argentino.
  - Alfonso Alvarado, futbolista mexicano.
  - Arthur Kluckers, ciclista luxemburgués.
- 2001: Germán Zagal, periodista y actor mexicano.
- 2007: Igor Brzyski, futbolista polaco.

## Fallecimientos

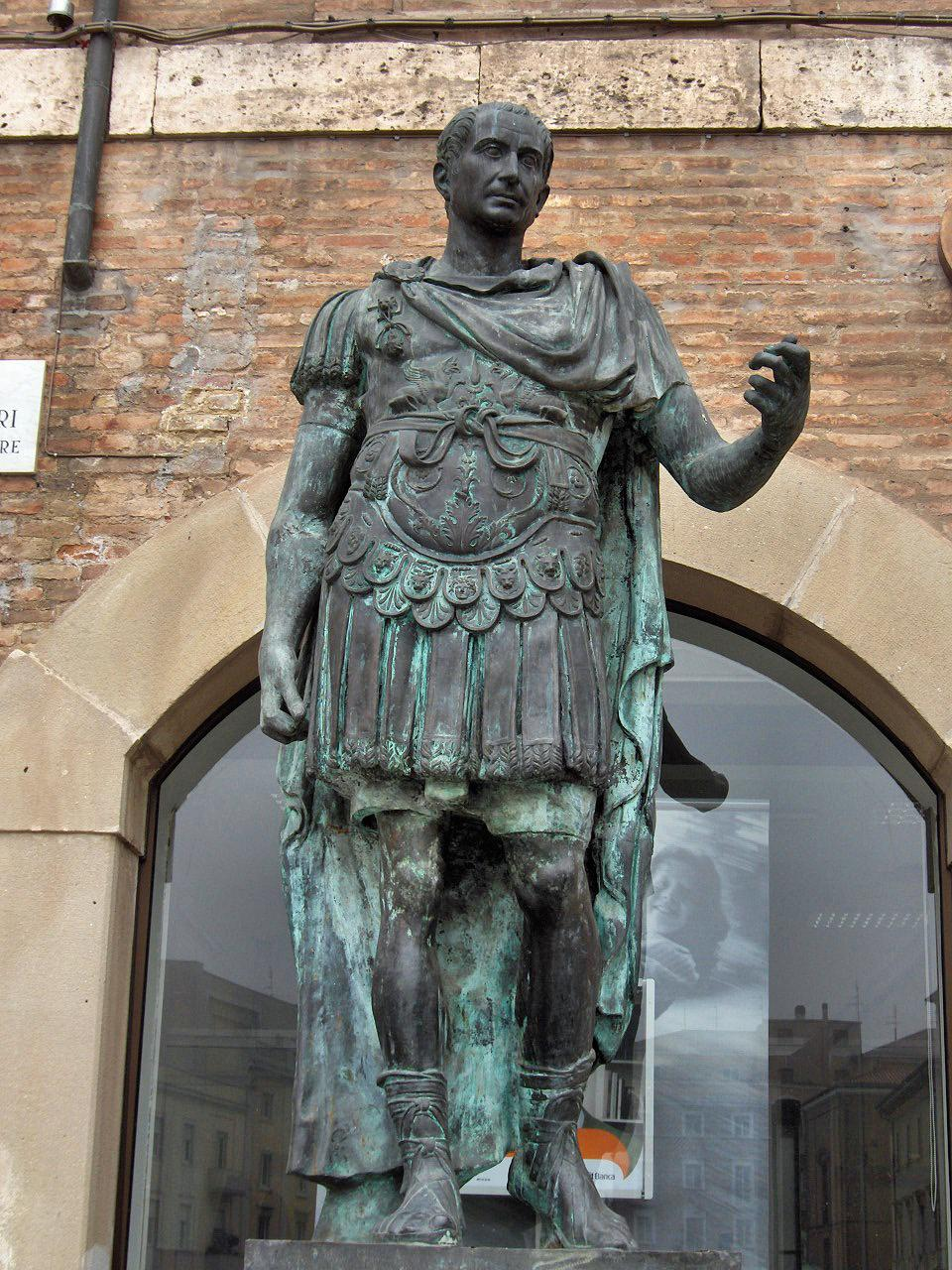
Julio César.

- 44 a. C.: Julio César, político y militar romano (n. 100 a. C.).
- 220: Cao Cao, último primer ministro chino de la Dinastía Han (n. 155).

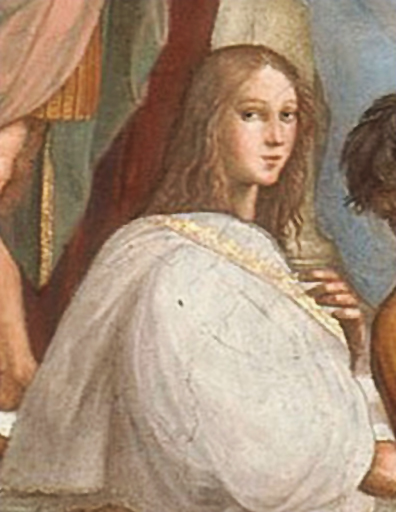
Hipatia de Alejandría.

- 415: Hipatia de Alejandría, filósofa, astrónoma y escritora egipcio-romana (n. 355).
- 493: Odoacro, líder germano (n. 435).
- 752: Zacarías, papa de la Iglesia católica (n. 679).
- 1190: Isabel de Hainaut, reina de Francia (n. 1170).
- 1311: Gualterio V de Brienne, duque griego (n. 1278).
- 1416: Juan I de Berry, duque francés (n. 1340).
- 1575: Annibale Padovano, compositor italiano (n. 1527).
- 1594: Casiodoro de Reina, religioso jerónimo español (n. c. 1520).
- 1657: David Pardo, rabino y erudito neerlandés (n. 1591).
- 1673: Salvatore Rosa, pintor italiano (n. 1615).
- 1701: Jean Regnault de Segrais, poeta francés (n. 1624).
- 1711: Eusebio Kino, misionero italiano (n. 1645).
- 1820: Clemente María Hofbauer, religioso austriaco (n. 1751).
- 1842: Luigi Cherubini, músico y compositor italiano (n. 1760).
- 1849: Giuseppe Caspar Mezzofanti, cardenal y lingüista italiano (n. 1774).
- 1875: William Maynard Gomm, militar británico (n. 1784).
- 1891: Joseph Bazalgette, ingeniero británico (n. 1819).
- 1898: Henry Bessemer, pionero británico de la siderurgia moderna (n. 1813).
- 1897: James Joseph Sylvester, matemático y académico británico (n. 1814).
- 1900: Elwin Bruno Christoffel, físico y matemático alemán (n. 1829).
- 1915: Fernando Tarrida del Mármol, anarquista hispano-cubano (n. 1861).
- 1918: Rogelio Fernández Güell, político, escritor y periodista costarricense asesinado por la dictadura de Tinoco (n. 1883).
- 1918: Lili Boulanger, compositora francesa. (n. 1893).
- 1929: Pinetop Smith, pianista estadounidense, compositor de blues (n. 1904).

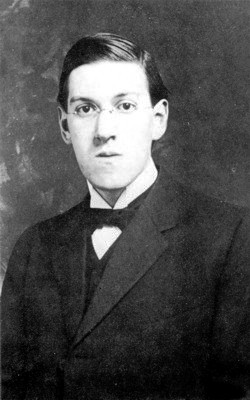
H. P. Lovecraft.

- 1937: H. P. Lovecraft, escritor estadounidense (n. 1890).
- 1938: Nikolái Bujarin, político soviético (n. 1888).
- 1938: Fayzullo Xojayev, político soviético (n. 1896).
- 1941: Alexej von Jawlensky, pintor ruso (n. 1864).
- 1941: Abigaíl Mejia, intelectual, fotógrafa, educadora y feminista dominicana (n. 1895).
- 1951: John S. Paraskevopoulos, astrónomo griego-sudafricano (n. 1889).
- 1959: Lester Young, músico de jazz estadounidense (n. 1909).
- 1959: Próspero Bisquertt Prado Compositor chileno. (n. 1881).
- 1961: Akiba Rubinstein, ajedrecista polaco (n. 1882).
- 1962: Arthur Compton, físico estadounidense, premio nobel de física en 1927 (n. 1892).
- 1966: Abe Saperstein, directivo de baloncesto estadounidense (n. 1902).
- 1968: Khuang Abhaiwongse, político tailandés (n. 1902).
- 1969: Arturo Michelini, político italiano (n. 1909).
- 1969: Miles Malleson, actor y dramaturgo británico (n. 1888).
- 1971: Carles Pi i Sunyer, político español (n. 1888).
- 1975: Leónidas Barletta, escritor, periodista y dramaturgo argentino (n. 1902).
- 1975: Aristóteles Onassis, magnate griego (n. 1900).
- 1977: Antonino Rocca, luchador argentino (n. 1927).
- 1979: Bernardo Verbitsky, escritor y periodista argentino (n. 1907).
- 1979: Léonide Massine, coreógrafo ruso (n. 1890).

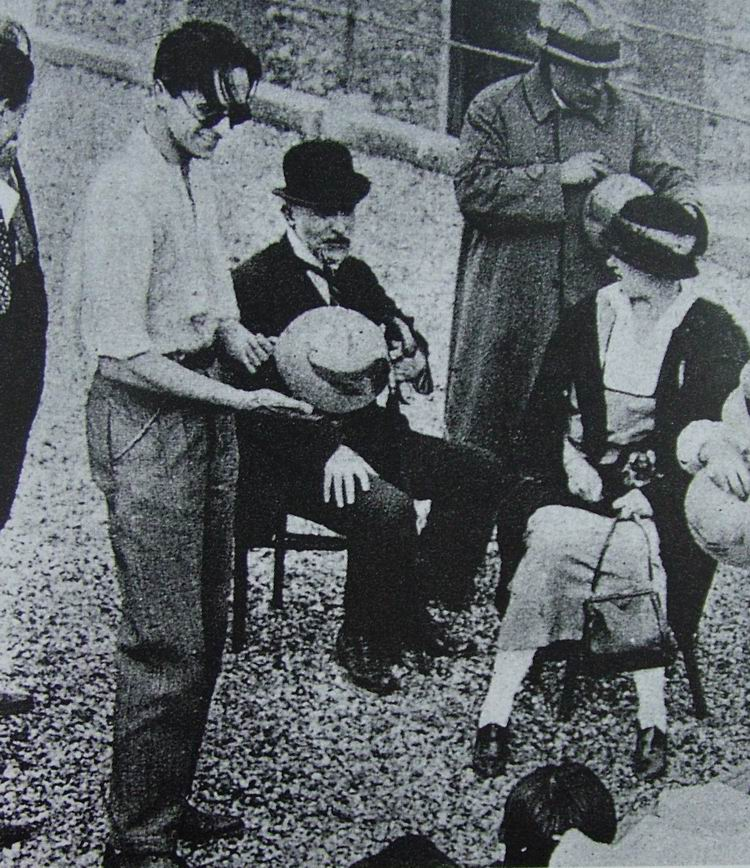
René Clair.

- 1981: René Clair, cineasta francés (n. 1898).
- 1983: Josep Lluís Sert, arquitecto español (n. 1902).
- 1983: Rebecca West, escritora británica (n. 1892).
- 1984: Luis Lucia Mingarro, guionista y cineasta español (n. 1914).
- 1985: Radha Krishna Choudhary, escritor e historiador indio (n. 1921).
- 1986: Miguel Darío Miranda Gómez, arzobispo mexicano (n. 1895).
- 1988: Wilson Ferreira Aldunate, político uruguayo (n. 1919).
- 1988: Dmitri Poliakov, militar soviético, espía de Estados Unidos (n. 1926).
- 1989: Valérie Quennessen, actriz francesa (n. 1957).
- 1990: Cesáreo Galíndez, empresario y direigente deportivo español (n. 1894).
- 1990: Tom Harmon, futbolista y periodista estadounidense (n. 1919).
- 1990: Orlando Pelayo, pintor español (n. 1920).
- 1991: Bud Freeman, músico estadounidense (n. 1906).
- 1991: Eileen Sedgwick, actriz estadounidense (n. 1898).
- 1995: Carlos Menem, Jr., piloto de automovilismo argentino (n. 1968).
- 1995: Silvio Oltra, piloto de automovilismo y cantautor argentino (n. 1958).
- 1996: Wolfgang Koeppen, escritor alemán (n. 1906).
- 1997: Gail Davis, actriz estadounidense (n. 1925).
- 1997: Victor Vasarely, pintor húngaro (n. 1906).
- 1998: Benjamin Spock, pediatra y escritor estadounidense (n. 1903).
- 1998: Tim Maia, cantante y compositor brasileño (n. 1942).
- 2000: Jaime García Añoveros, político español (n. 1932).
- 2001: Ann Sothern, actriz estadounidense (n. 1909).
- 2003: Thora Hird, actriz británica (n. 1911).
- 2004: John Pople, químico británico, premio nobel de química en 1998 (n. 1925).
- 2006: George Mackey, matemático estadounidense (n. 1916).
- 2006: Georgios Rallis, primer ministro griego (n. 1918).
- 2007: Blanquita Amaro, actriz, cantante y bailarina cubana (n. 1923).
- 2007: Stuart Rosenberg, cineasta estadounidense (n. 1927).
- 2008: Mikey Dread, cantante jamaicano (n. 1954).
- 2009: Ron Silver, actor estadounidense (n. 1946).
- 2010: Blanca Sendino, actriz española (n. 1927).
- 2011: Nate Dogg, cantante estadounidense. (n. 1969).
- 2011: María Beneyto i Cuñat, poetisa española (n. 1925).
- 2012: Pepe Rubio, actor español. (n. 1931).
- 2013: Eliana Araníbar Figueroa, política chilena (n. 1936).
- 2014: Mandolino, comediante chileno. (n. 1934).
- 2015: Mike Porcaro, bajista estadounidense (n. 1955).
- 2017: Vicky, cantautora colombiana (n. 1944).
- 2018: Anna Campbell, anarquista feminista británica (n. 1991).
- 2020: Sergio Velasco Ferrero, actor, presentador, locutor y productor argentino (n. 1940).
- 2021: Yaphet Kotto, actor estadounidense (n. 1939).
- 2021: Emiliano González, escritor y poeta mexicano (n. 1955).
- 2022: Arturo Bonín (78), actor argentino (n. 1943).
- 2025: Nita Lowey, política demócrata estadounidense (n. 1937).

## Celebraciones
- Día Mundial del Sueño.[8]

- Día Mundial contra la Matanza de Focas.[9]

- Día Mundial de los Derechos del Consumidor.[10]

- Día Mundial del Discurso.[11]

- Día Mundial del Contacto (con extraterrestres).[12]

- Día Internacional de la Lucha contra la Islamofobia.[13]

- Día Internacional contra la Brutalidad Policial.[14]

- Día Internacional por el Reconocimiento y Concienciación del Covid Persistente.[15]

Por países
(Por orden alfabético)
- Argentina:
  - Día Nacional de la Accesibilidad.[16]

- España:
  - Navarra: Fitero.
  - Valencia: Fallas.

- Japón:
  - Hōnen Matsuri.

- Hungría:
  - Día de la Revolución.[17]

- Liberia:
  - Nacimiento de JJ Roberts.[17]

Ancestrales
- Calendario Romano:
  - Idus de marzo.
  - La Hilaria, festividad similar al Día de la Madre.

### Santoral católico
- San Menigno de Pario, batanero (f. c. 250).
- Santa Vicenta de Coria, virgen y mártir (f. 424).
- San Zacarías, papa (f. 752).
- Santa Leocricia de Córdoba, virgen y mártir (f. 859).
- San Sisebuto de Cardeña, abad (f. 1086).
- Beato Guillermo Hart, presbítero y mártir (1583).
- Santa Luisa de Marillac, viuda (f. 1660).[18]
- San Clemente María Hofbauer, presbítero (f. 1820).[19]
- Beato Juan Adalberto Balicki, presbítero (f. 1948).
- Beato Artémides Zatti, religioso (f. 1951).